# New World (álbum de Lauri Ylönen)
New World é o primeiro álbum de estúdio, em carreira solo, do cantor Lauri Ylönen. Foi lançado como um projeto temporário fora do grupo musical a qual é vocalista, o The Rasmus, com músicas compostas anteriormente que não se encaixavam muito no estilo musical da banda. 
O álbum foi auto-produzido com sua gravadora Dynasty Recordings.

## Faixas
Todas as faixas foram compostas por Lauri Ylönen, exceto da faixa 2 a 7, onde foram compostas por Lauri Ylönen e Pauli Rantasalmi
| N.º | Título                       | Duração |  |
| 1.  | "Disco-nnect"                | 3:39    |  |
| 2.  | "Heavy"                      | 4:03    |  |
| 3.  | "Have a Little Mercy"        | 3:54    |  |
| 4.  | "Hello"                      | 3:42    |  |
| 5.  | "In The City"                | 3:56    |  |
| 6.  | "You Don't Remember My Name" | 3:25    |  |
| 7.  | "Because of You"             | 3:59    |  |
| 8.  | "What Are You Waiting For?"  | 4:49    |  |
| 9.  | "Got You on My Mind"         | 4:23    |  |
| 10. | "New World"                  | 4:42    |  |

## Tabelas Musicais
| Tabela musical (2009) | Peak Melhor posição |
| --------------------- | ------------------- |
| Finlândia             | 2                   |